# Teixeirichthys jordani
Teixeirichthys jordani е вид бодлоперка от семейство Pomacentridae. Видът не е застрашен от изчезване.

## Разпространение и местообитание
Разпространен е в Израел, Йордания, Китай, Провинции в КНР, Саудитска Арабия, Сейшели, Тайван, Хонконг и Япония.
Обитава пясъчните и скалисти дъна на океани, морета, заливи и рифове. Среща се на дълбочина от 20 до 25 m, при температура на водата от 19,5 до 25,2 °C и соленост 34,3 – 35,6 ‰.

## Описание
На дължина достигат до 14 cm.
Популацията на вида е стабилна.